# Dřevce
Dřevce jsou vesnice, část obce Třebívlice v okrese Litoměřice. Nachází se asi 4,5 kilometru severně od Třebívlic. V roce 2011 zde trvale žilo 25 obyvatel.
Dřevce je také název katastrálního území o rozloze 0,65 km².

## Historie
První písemná zmínka o vesnici pochází z roku 1396.

## Obyvatelstvo
Při sčítání lidu v roce 1921 zde žilo 124 obyvatel (z toho 63 mužů), z nichž byl jeden Čechoslovák a 123 Němců. Všichni se hlásili k římskokatolické církvi. Podle sčítání lidu z roku 1930 měla vesnice 147 obyvatel. Všichni byli německé národnosti a členy římskokatolické církve.
|                                                                | 1869 | 1880 | 1890 | 1900 | 1910 | 1921 | 1930 | 1950 | 1961 | 1970 | 1980 | 1991 | 2001 | 2011 | 2021 |
| -------------------------------------------------------------- | ---- | ---- | ---- | ---- | ---- | ---- | ---- | ---- | ---- | ---- | ---- | ---- | ---- | ---- | ---- |
| Obyvatelé                                                      | 132  | 139  | 134  | 128  | 139  | 124  | 147  | 38   | 30   | 27   | 19   | 14   | 11   | 25   | 21   |
| Domy                                                           | 22   | 25   | 26   | 27   | 27   | 25   | 27   | 35   | —    | 8    | 7    | 10   | 7    | 18   | 10   |
| Počet domů z roku 1961 je zahrnut v domech místní části Staré. |      |      |      |      |      |      |      |      |      |      |      |      |      |      |      |

## Obecní správa
Při sčítání lidu v letech 1869–1910 Dřevce byly osadou obce Radovesice, se kterým patřily nejprve do okresu Teplice, ale v letech 1900–1910 v okrese Duchcov. V letech 1921–1950 byly osadou obce Lukov, se kterým patřily nejprve do okresu Duchcov, ale v roce 1950 v okrese Bílina. V letech 1961–1985 byly částí obce Staré v okrese Litoměřice. Od 1. ledna 1986 jsou částí obce Třebívlice v okrese Litoměřice.